# Witmer Stone
Witmer Stone (Filadélfia, 22 de setembro de 1866 – Filadélfia, 23 de maio de 1939) foi um naturalista norte-americano, e foi considerado um dos últimos "grandes naturalistas". Stone é lembrado principalmente como ornitólogo. Ele foi presidente da American Ornithologists’ Union (AOU) 1920–23, e foi editor do periódico da AOU The Auk 1912–1936. Ele liderou a produção da 4ª edição da lista de verificação AOU, publicada em 1931. Trabalhou por mais de 50 anos no Departamento de Ornitologia da Academia de Ciências Naturais da Filadélfia, posteriormente servindo como Diretor da instituição. Stone foi um dos membros fundadores do Delaware Valley Ornithological Club (DVOC) em 1890 e esteve ativamente envolvido na organização pelo resto de sua vida. Stone foi um dos dois únicos cientistas (Joseph Grinnell foi o outro) a servir como presidente tanto da AOU quanto da American Society of Mammalogists, e ele foi coautor de dois livros populares sobre mamíferos. Sua notável contribuição botânica foi The Plants of Southern New Jersey, publicado em 1911. Stone passou muitos verões em Cape May, New Jersey, passando o verão lá anualmente a partir de 1916. Ele é mais lembrado por seu clássico de dois volumes Bird Studies at Old Cape May, publicado pelo DVOC em 1937, dois anos antes de sua morte.

## Juventude
Witmer Stone nasceu na Filadélfia, Pensilvânia, em 22 de setembro de 1866, filho de Anne Eveline (nascida Witmer) e Frederick Dawson Stone. De acordo com um amigo de longa data, Cornelius Weygandt, Witmer Stone era "da cruz holandesa de Chester County Quaker-Pensilvânia que nos deu tantos de nossos botânicos e ornitólogos, paleontólogos e químicos". Pedra mostrou um interesse precoce em todas as coisas naturais, e foi um colecionador inveterado. Stone era amigo de infância e colega de escola de dois dos irmãos Brown: Amos Brown mais tarde tornou-se professor de geologia na Universidade da Pensilvânia e Stewardson Brown tornou-se o Curador do Departamento de Botânica da Academia de Ciências Naturais da Filadélfia. Stone e seu irmão, Frederick, e três dos irmãos Brown formaram a “Wilson Natural Science Association”, nomeada em homenagem ao pioneiro ornitólogo americano Alexander Wilson. Stone também passou um tempo explorando os bosques e campos ao redor da casa de sua avó em Chester County, Pensilvânia. Stone casou-se com Lillie May Lafferty em 1º de agosto de 1904; eles não tinham filhos.
Stone se formou na Germantown Academy em 1883. Ele obteve um diploma AB da Universidade da Pensilvânia (UP), então em março de 1888 foi nomeado um Jessup Fund Student na Academia de Ciências Naturais da Filadélfia, quando o Dr. Joseph Leidy era o presidente da Academia. A Academia estabeleceu um departamento de ornitologia em 1891, mesmo ano em que Stone completou um diploma A.M. na UP. (UP mais tarde conferiu um ScD honorário a Stone em 1913, e o presenteou com o Prêmio Alumni de Mérito em 1937.) Stone participou de expedições de coleta patrocinadas pela Academia às Bermudas em 1888 e ao México em 1890.

## A Academia de Ciências Naturais da Filadélfia
Stone visitou a Academia de Ciências Naturais muitas vezes enquanto crescia e, mais tarde, trabalhou lá por 51 anos. Stone herdou uma coleção de espécimes ornitológicos que não tinha sido cuidada adequadamente e liderou esforços heroicos para resgatá-la e às coleções de outros campos. Alguns espécimes foram historicamente valiosos, incluindo tipos descritos por ornitólogos e mamíferos pioneiros. O tamanho da coleção de pássaros da Academia aumentou cinco vezes durante a gestão de Stone, de 26 000 espécimes para 143 000.
De 1893 a 1908, Stone foi Curador Assistente na Academia; Curador 1908–1918 e Curador Executivo 1918–1925; Diretor 1925–1928; Curator of Vertebrates, 1918–1936; e, por último, três títulos (com ano de nomeação) que Stone ocupava no momento de sua morte: Vice-Presidente (1927), Diretor Emérito (1928) e Curador Honorário de Aves (1938).

## Como botânico
Stone era um membro original do Philadelphia Botanical Club. Ele tinha um conhecimento da sistemática da flora local "superado apenas pelos botânicos Simon-puro", e, de acordo com um botânico eminente posterior, Frans Stafleu, a concentração de Stone na ornitologia foi uma "perda definitiva" para botânica. Stone produziu 20 escritos botânicos durante sua vida.
Depois de uma reunião conjunta dos Clubes Botânicos de Filadélfia e Torrey em Toms River, Nova Jersey, no início de julho de 1900, Stone resolveu escrever uma flora de Pine Barrens de Nova Jersey. Na década seguinte, Stone fez centenas de viagens de coleta ao sul de Nova Jersey. Sua pesquisa culminou em sua pièce-de-résistance botânica, The Plants of Southern New Jersey, publicada em 1911, que “é o único tratamento florístico abrangente para o sul de New Jersey e continua a ser usado hoje [2002]”.
 

A Academia de Ciências Naturais preserva muitos espécimes botânicos que Witmer Stone coletou por volta de 1910, incluindo muitos de New Jersey. O Mid-Atlantic Herbarium Consortium estava liderando um projeto para digitalizar registros por meio de crowdsourcing voluntário a partir de 2020. 

## Como ornitólogo
O primeiro manuscrito de Stone a aparecer em uma publicação "séria" foi "The Turkey Buzzard Breeding in Pennsylvania" em American Naturalist em 1885. Sua primeira nota no The Auk foi “A migration of hawks at Germantown, Pennsylvania” em 1887. Stone foi um membro fundador do Delaware Valley Ornithological Club (DVOC) em 1890, e foi o autor de The Birds of Eastern Pennsylvania and New Jersey, do DVOC, que foi publicado em 1894 e colocou ele e o clube no mapa ornitológico. Ele escreveu The Birds of New Jersey, Their Nests and Eggs, publicado em 1909. Suas publicações ornitológicas chegam às centenas; uma pesquisa no site Searchable Ornithological Research Archive revelou aproximadamente 125 artigos e notas apenas no The Auk.
Witmer Stone tinha uma longa associação com a American Ornithologists’ Union (AOU). Ele foi eleito associado em 1885; um companheiro em 1892; e membro do conselho em 1898. Ele serviu como presidente do Comitê de Proteção de Aves da AOU 1896–1901; como membro (desde 1901) e posteriormente como presidente (1915–1931) do Comitê de Classificação e Nomenclatura de Aves da América do Norte da AOU; e como editor do The Auk 1912-1936 (após a edição do DVOC Cassinia por dez anos). Stone foi vice-presidente da AOU 1914-1920 e presidente 1920-1923. Ele presidiu o comitê que produziu a 4ª edição da lista de verificação AOU, publicada em 1931.
Stone foi um membro honorário de muitas sociedades ornitológicas estrangeiras, o Nuttall Ornithological Club, o Cooper Ornithological Club e a Zoological Society of Philadelphia (Stone também foi diretor desta última). Ele recebeu a Medalha Otto Hermann da Sociedade Húngara de Ornitologia em 1931 e foi membro da Comissão Internacional de Nomenclatura Zoológica, do Comitê Consultivo da National Audubon Society e da American Philosophical Society. Ele também foi presidente da Pennsylvania Audubon Society.

## Bird Studies at Old Cape May
Por todo o seu trabalho como um dos ornitólogos proeminentes de sua época, o legado popular mais duradouro de Stone é, sem dúvida, seu encantador Bird Studies at Old Cape May (BSOCM), originalmente publicado pelo Delaware Valley Ornithological Club (DVOC) em 1937. Este foi uma história ornitológica da costa de Nova Jersey, com ênfase no Condado de Cape May, especialmente nas áreas costeiras. A maior parte do trabalho consiste em relatos de espécies de todas as aves que foram encontradas no condado de Cape May no momento em que este livro foi escrito, com sua ocorrência histórica no estado e notas sobre sazonalidade, hábitos, comportamento, etc. recolhidas do próprio Stone notas e os registros de outros membros do DVOC. Stone dedicou-se a Bird Studies at Old Cape May para sua esposa. Stone visitou Cape May pela primeira vez em agosto de 1890, e passou a maior parte de julho a agosto de 1891 lá. Ele fez viagens frequentes para lá ao longo dos anos e se tornou um residente de verão anual a partir de 1916 e continuando até pelo menos 1937. A maior fotografia de Stone está pendurada no Centro de Pesquisa e Educação do Observatório de Pássaros de Cape May em Goshen, NJ.
Stone foi condecorado postumamente com a Medalha Brewster pela American Ornithologists’ Union em 1939 para o BSOCM. O DVOC publicou 1 400 conjuntos de dois volumes do BSOCM (consulte o site do DVOC para obter informações sobre as edições originais do DVOC). Dover Publications (1965) e Stackpole Books (2000) publicaram ambas as edições do BSOCM ; no entanto, ambas as edições estão esgotadas.